# Alt-Hohenschönhausen

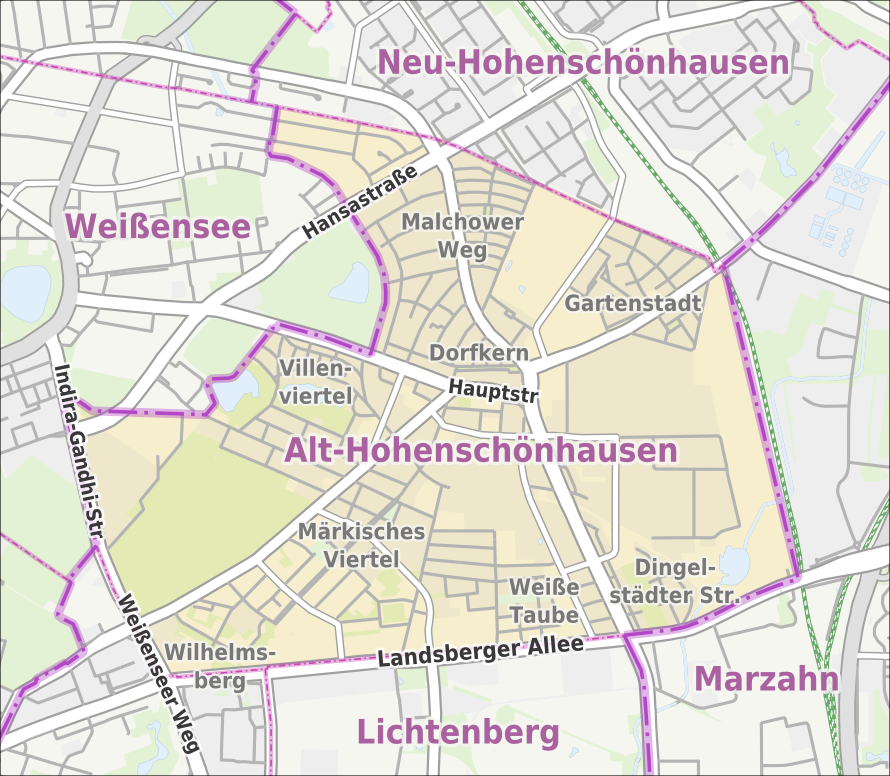
Mappa del quartiere

Alt-Hohenschönhausen è un quartiere (Ortsteil) di Berlino, appartenente al distretto (Bezirk) di Lichtenberg.

## Posizione
Alt-Hohenschönhausen si trova nella zona nord-orientale della città. Procedendo da nord in senso orario, confina con i quartieri di Neu-Hohenschönhausen, Marzahn, Lichtenberg, Fennpfuhl, Prenzlauer Berg e Weißensee.

## Storia
Alt-Hohenschönhausen, noto fino al 2002 semplicemente come Hohenschönhausen, costituiva fino al 2001 un distretto (Bezirk) indipendente, comprendente anche gli attuali quartieri (Ortsteil) di Falkenberg, Malchow, Neu-Hohenschönhausen e Wartenberg.

## Monumenti e luoghi d'interesse
- Memoriale di Berlino-Hohenschönhausen (ex prigione della Stasi)
- Castello di Hohenschönhausen
- Lago Obersee